# The Bedroom Window (film 1924)
The Bedroom Window è un film muto del 1924 diretto da William C. de Mille.

## Trama
Dopo aver scoperto il cadavere del padre di Ruth, la sua fidanzata, Robert Delano viene accusato di averlo ucciso. Il giovane viene arrestato ma Matilda Jones, un'eccentrica parente scrittrice di gialli, si occupa del caso per ristabilire la verità e aiutare Ruth. La signora riuscirà a dipanare la matassa, individuando il vero assassino che è l'avvocato di famiglia.

## Produzione
Il film fu prodotto dalla Paramount Pictures (come Famous Players-Lasky Corporation). Secondo Film Daily, il titolo originale del soggetto e della sceneggiatura di Clara Beranger era The Inside Story. Il 19 aprile 1924, Exhibitors Herald riportava che le riprese del film si tenevano nei Famous-Players Lasky studios di Los Angeles.

## Distribuzione
Il copyright del film, richiesto dalla Famous Players-Lasky Corp., fu registrato il 18 giugno 1924 con il numero LP20309.
Negli Stati Uniti, il film - presentato da Jesse L. Lasky e Adolph Zukor e distribuito dalla Paramount Pictures, uscì in prima a New York l'8 giugno 1924, uscendo nelle sale 15 giugno. La Paramount British Pictures (come Famous Players-Lasky) lo distribuì nel Regno Unito il 23 aprile 1925.
Copie complete della pellicola si trovano conservate - un 35 mm nitrato positivo e un 35 mm acetato negativo - negli archivi della Library of Congress di Washington e dell'UCLA Film And Television Archive di Los Angeles.